# 久保田晴光
久保田 晴光（くぼた せいこう、1884年（明治17年） - ?）は、日本の医学者。元日本スケート連盟会長。元満洲医科大学学長。

## 生涯
1910年（明治43年）、京都帝国大学を卒業。大学を卒業後は外科医となるがヨードアレルギーであることが判明し外科医を断念。1911年（明治44年）7月、第一生理学に入室し天谷千松教授の下につく。
1913年（大正2年）4月、南満医学堂（後の満洲医科大学）の教授に就任。その後、南満洲鉄道の派遣による欧米留学を経て、1921年（大正10年）10月に満洲医科大学の学長に就任。しかし、1923年（大正12年）11月に病気を理由に退職。在職中は蒙古巡回診療班と専門部の開設に当たった他、東亜医学研究所と附属薬学専門部の設置に尽力した。また1937年（昭和12年）から1938年（昭和13年）までは日本スケート連盟の会長を務めた。

## 著書
- 「東部内蒙古の概況並に其医事衛生事情」（1932年）
- 「和漢薬標本録」（1931年）